# John Gordon, 2. Viscount of Kenmure
John Gordon, 2. Viscount of Kenmure (* nach 1626; † August 1639) war ein schottischer Adliger.
Er war das einzige Kind des John Gordon, 1. Viscount of Kenmure, und der Lady Jean Campbell, Tochter des Archibald Campbell, 7. Earl of Argyll. Er war noch minderjährig, als er beim Tod seines Vaters im September 1634 dessen Adelstitel als 2. Viscount of Kenmure, 2. Lord Lochinvar und 3. Baronet, of Lochinvar in the Stewartry of Kirkcudbright, erbte. Am 17. März 1635 wurden ihm die Besitzungen seines Vaters, einschließlich des Familiensitzes Kenmure Castle, amtlich bestätigt. Aufgrund seiner Minderjährigkeit wurden seine Ländereien von seinen Verwandten mütterlicherseits Archibald Campbell, Lord Lorne, und William Douglas, 7. Earl of Morton vormundschaftlich verwaltet.
Er litt an schwacher Gesundheit und war noch ein Schüler, als er im August 1639 starb. Mit seinem Tod erlosch sein Baronettitel, während der Viscount- und der Lordtitel aufgrund einer weitgefassten Erbregelung an seinen Onkel zweiten Grades, John Gordon of Barncrosh and Buittle fielen.